# 普天間みさき
普天間 みさき（ふてんま みさき、1993年9月22日 - ）は日本の元タレント、元女優、元ファッションモデル。2014年2月をもって芸能活動を辞めている。

## 略歴
デビュー時から2008年12月までチャームキッズに所属、同年12月にネクステージに移籍、2009年11月から2013年3月までピーチに所属。2013年4月から2014年2月まで、パールダッシュに所属していた。

## 作品

### ビデオ・DVD
- でんじろう先生のかがく〜それゆけ!科楽実験隊〜（2005年、サイトロン・デジタルコンテンツ）

## 出演

### テレビドラマ
- 山田太郎ものがたり（2007年、TBS） - 山田綾子（幼少期）役
- 明日の光をつかめ（2010年、東海テレビ） - 篠崎舞 役
- Dr.伊良部一郎 第3話（2011年1月、テレビ朝日）
- 戦国★男士 第七閃（2011年11月、テレビ神奈川他） - 新田景子 役
- 夜行観覧車（2013年、TBS） - 木下里沙 役
- SUMMER NUDE 第11話（2013年9月、フジテレビ）
- 金曜プレステージ「鬼刑事 米田耕作2・黒いナースステーション」（2013年9月、フジテレビ） - 北沢由紀 役
- 土曜ワイド劇場「広域警察4・東京〜札幌〜登別温泉、殺人犯は何処へ消えたのか?」（2013年10月、朝日放送） - 下田絵津子 役

### バラエティ
- KIDSぱらだいす!/でんじろう先生のかがく!（2005年、エンタ!371）
- アイドルレボリューション (2005年、テレビ神奈川）
- 美少女学園 やさしい雪、白い彼女。（2005年、エンタ!371） - 及川はるみ 役
- 美少女学園 ケーキパニック（2005年、エンタ!371）
- アニメロビー（2007年、テレビ大阪）
- Rの法則（2011年12月 - 2013年10月、NHK教育） - R'sナンバー000038 - 番組内ニックネーム：みさ

### 映画
- スーパーカブ（2008年） - 須藤加奈 役
- あぜみちジャンピンッ!（2011年7月23日、アイマックス） - 鈴木麗奈 役
- 赤々煉恋（2013年） - ユリ 役

### 舞台
- 劇団マツモトカズミ 旗揚げ公演「第一次家庭内大戦 手打ちの仕方」（2013年6月6日 - 9日、シアター711）
- 問題のない私たち（2013年8月21日 - 25日、テアトルBONBON）

### ラジオ
- ASIAN美少女ファイル（USEN）

### CM
- 東海メガネ・コンタクト（2005年）放送は事実上テレビ神奈川限定
- バンダイ ふたりはプリキュア スパイラルリングセット（2006年） - キュアブルーム 役
- ハウス食品 フルーチェ「いい顔つくろう」篇（2007年2月）志田未来・石丸椎菜と共演
- 花王 スタイルケア 服のミスト「制服編」（2007年）
- 花王 ニュービーズNeo（2013年）
- PREMIERE YOKOHAMA（2013年）

### インターネットテレビ
- U15美少女倶楽部（2005年、so-net）

### PV
- 舞祭組『棚からぼたもち』（2013年）

### スチール
- 東海メガネ・コンタクト
- リンデンスクールス 2007年イメージガール